# Campionati europei di nuoto 2012 - 400 metri misti maschili
La gara dei 400 metri misti maschili degli Europei 2012 si è svolta il 27 maggio 2012 e vi hanno partecipato 31 atleti. Le batterie si sono svolte al mattino e la finale nel pomeriggio dello stesso giorno.

## Podio
| Pos.    | Atleta             | Nazione  |
| ------- | ------------------ | -------- |
| Oro     | László Cseh        | Ungheria |
| Argento | Dávid Verrasztó    | Ungheria |
| Bronzo  | Ioannis Drymonakos | Grecia   |

## Record
Prima della manifestazione il record del mondo (RM), il record europeo (EU) e il record dei campionati (RC) erano i seguenti.
| Record mondiale       | 4'03"84 | Michael Phelps | 10 agosto 2008 Pechino  |
| Record europeo        | 4'06"16 | László Cseh    | 10 agosto 2008 Pechino  |
| Record dei campionati | 4'09"59 | László Cseh    | 24 marzo 2008 Eindhoven |

## Risultati

### Batterie
| Pos. | Atleta                 | Nazionalità | Tempo   | Batteria | Corsia | Note |
| ---- | ---------------------- | ----------- | ------- | -------- | ------ | ---- |
| 1    | László Cseh            | Ungheria    | 4'16"14 | 4        | 4      | Q    |
| 2    | Gal Nevo               | Israele     | 4'16"55 | 4        | 6      | Q    |
| 3    | Luca Marin             | Italia      | 4'16"81 | 4        | 3      | Q    |
| 4    | Dávid Verrasztó        | Ungheria    | 4'17"01 | 3        | 4      | Q    |
| 5    | Maxym Shemberyev       | Ucraina     | 4'17"86 | 2        | 5      | Q    |
| 6    | Ward Bauwens           | Belgio      | 4'18"24 | 4        | 7      | Q    |
| 7    | Lukasz Wojt            | Polonia     | 4'18"55 | 2        | 8      | Q    |
| 8    | Ioannis Drymonakos     | Grecia      | 4'18"77 | 3        | 5      | Q    |
| 9    | Alexis Manacas Santos  | Portogallo  | 4'20"01 | 3        | 7      |      |
| 10   | Yannick Lebherz        | Germania    | 4'20"34 | 2        | 4      |      |
| 11   | Yury Suvorau           | Bielorussia | 4'21"35 | 4        | 1      |      |
| 12   | Jan David Schepers     | Germania    | 4'21"70 | 2        | 2      |      |
| 13   | Dinko Jukić            | Austria     | 4'21"89 | 2        | 3      |      |
| 14   | Diogo Carvalho         | Portogallo  | 4'22"19 | 3        | 6      |      |
| 15   | Federico Turrini       | Italia      | 4'22"21 | 4        | 5      |      |
| 16   | Eduardo Solaeche Gomez | Spagna      | 4'22"91 | 4        | 2      |      |
| 17   | Ivan Trofimov          | Russia      | 4'23"75 | 1        | 4      |      |
| 18   | Dmitry Gorbunov        | Russia      | 4'24"07 | 2        | 7      |      |
| 19   | Jakub Maly             | Austria     | 4'24"24 | 3        | 1      |      |
| 20   | Dominik Dür            | Austria     | 4'24"73 | 2        | 1      |      |
| 21   | Gergely Gyurta         | Ungheria    | 4'24"83 | 3        | 3      |      |
| 22   | Tim Walburger          | Germania    | 4'26"20 | 3        | 2      |      |
| 23   | Anton Sveinn McKee     | Islanda     | 4'26"46 | 4        | 8      |      |
| 24   | Jan Karel Petric       | Slovenia    | 4'28"18 | 1        | 1      |      |
| 25   | Irakli Bolkvadze       | Georgia     | 4'29"25 | 1        | 7      |      |
| 26   | Nikša Roki             | Croazia     | 4'29"85 | 1        | 5      |      |
| 27   | Raphael Stacchiotti    | Lussemburgo | 4'31"04 | 2        | 6      |      |
| 28   | Pavol Jelenak          | Slovacchia  | 4'32"51 | 1        | 6      |      |
| 29   | Peter Gutyan           | Slovacchia  | 4'33"49 | 1        | 3      |      |
| 30   | Tal Hanani             | Israele     | 4'36"12 | 3        | 8      |      |
| -    | Rok Resman             | Slovenia    | -       | 1        | 2      | DSQ  |

### Finale
| Pos.    | Atleta             | Nazionalità | Tempo   | Corsia | Note |
| ------- | ------------------ | ----------- | ------- | ------ | ---- |
| Oro     | László Cseh        | Ungheria    | 4'12"17 | 4      |      |
| Argento | Dávid Verrasztó    | Ungheria    | 4'14"23 | 6      |      |
| Bronzo  | Ioannis Drymonakos | Grecia      | 4'14"41 | 8      |      |
| 4       | Gal Nevo           | Israele     | 4'16"14 | 5      |      |
| 5       | Luca Marin         | Italia      | 4'16"46 | 3      |      |
| 6       | Lukasz Wojt        | Polonia     | 4'17"36 | 1      |      |
| 7       | Ward Bauwens       | Belgio      | 4'18"47 | 7      |      |
| 8       | Maxym Shemberyev   | Ucraina     | 4'19"24 | 2      |      |